# Leopoldo Zea Aguilar
Leopoldo Zea Aguilar (Ciudad de México, 30 de junio de 1912 - 8 de junio de 2004) fue un filósofo mexicano, uno de los pensadores del latinoamericanismo integral en la historia. Fue discípulo de José Gaos, quien lo llegó a conocer en la época en que estudiaba tanto la carrera de Derecho como la de Filosofía y por las noches tenía que  trabajar, así Gaos lo apoyó para obtener una beca y se dedicara exclusivamente a la Filosofía. Se hizo famoso gracias a las tesis de grado El positivismo en México (1945), con la que aplicó y estudió el positivismo en el contexto de su país del mundo en transición de los siglos XIX y XX. 
Formó parte del grupo Hiperión (1948-1952), un colectivo de estudiantes y profesores de la UNAM integrado por Emilio Uranga, Jorge Portilla, Luis Villoro, Ricardo Guerra, Joaquín Sánchez McGregor, Salvador Reyes Nevares y Fausto Vega. Se une al grupo cuando este elige como tema de estudio lo mexicano, y, a partir de entonces, se convierte en su principal organizador y promotor.
Con ello, inició la defensa de la integración americana, concebida por el libertador y estadista, Simón Bolívar y le dio un significado propio, basado en la ruptura con el imperialismo estadounidense y el neocolonialismo.
En sus planteamientos demuestra que los hechos históricos no son independientes a las ideas y, en la misma forma, no se manifiesta en lo abstracto, sino como una simple reacción a una determinada situación de la vida humana y popular.
En su idea de una Latinoamérica unida, defendió el pensamiento sobre el papel del hombre en la región, aclarando que el descubrimiento de 1492 no fue sino un encubrimiento en términos culturales y de saberes, producto del mestizaje ideológico para la configuración de la identidad latinoamericana, cosa que expuso en el V centenario, en 1992. Luego, estudió el análisis ontológico de Latinoamérica en los planos cultural y geohistórico.
De origen humilde, trabajó en 1933 en la oficina de Telégrafos Nacionales para sufragar los costos de su educación secundaria y universitaria. 
Fue miembro de la Universidad Nacional Autónoma de México (UNAM) desde su formación, como maestro y filósofo. Junto con Alí Chumacero, José Luis Martínez y Jorge González Durán fundó la revista Tierra Nueva. En 1954 fue designado investigador de tiempo completo del Centro de Estudios Filosóficos de dicha universidad. En 1947 fundó en la Facultad de Filosofía y Letras, el "Seminario sobre Historia de las Ideas en América". En 1966 fue nombrado director de la Facultad, cargo que ocupó hasta 1970. Durante su gestión, fundó el Colegio de Estudios Latinoamericanos ese mismo año; más adelante, en 1978, establecería el Centro Coordinador y Difusor de Estudios Latinoamericanos, actualmente  denominado el CIALC de la UNAM.

## Filosofía e Historia de las ideas
La historia de las ideas es una disciplina que estudia el desarrollo, transformación y circulación de ideas en contextos específicos a lo largo del tiempo. Se enfoca en cómo estas ideas reflejan y a la vez configuran valores, creencias, estructuras sociales en diferentes espacios culturales y momentos históricos.
Leopoldo Zea fue uno de los principales impulsores de esta disciplina en América Latina. Desde la fundación del Seminario de Historia de las Ideas en América contribuyó al desarrollo en México y en los diferentes países de América Latina.

## Vida familiar
Estuvo casado dos veces: primero, durante cuarenta años, desde 1942, con la periodista mexicana María Elena Prado Vértiz, con quien tuvo seis hijos (Alejandra, Irene, Leopoldo, Elena, Marcela y Francisco). A partir de 1982, estuvo casado con María Elena Rodríguez Ozán. 

## Premios y distinciones
Fue condecorado en diversas ocasiones: 
- Premio Nacional de Ciencias y Artes por el gobierno de México, en 1980.[6]
- Premio Juchimán de Plata en 1985.
- Premio Interamericano de Cultura Gabriela Mistral de la Organización de los Estados Americanos (OEA).
- Medalla Belisario Domínguez del Senado de México en 2000.
- Doctor honoris causa por la Universidad Nacional Autónoma de México.
- Doctor honoris causa por la Academia de Ciencias de Rusia (1994).
- Doctor honoris causa por la Universidad de Santiago de Chile (1997).

Tres años después fue catalogado y homenajeado por la UNAM como el profesor más antiguo en continuar laborando sin interrupciones (cosa que siguió haciendo hasta su muerte).

## Aportes
Su filosofía marcó su concepto de una América Latina unida; y no en la utopía, sino en la realidad, en la lucha y renovación de un pueblo en demanda de dicho surgimiento, lo que le abrió la puerta a otros estudiosos del tema en el futuro.
Uno de los puntos centrales de su filosofía, que se centra en una insistente y siempre actual pregunta ¿Es posible hablar de una filosofía latino-americana?, es el "proyecto asuntivo", que se basa en la necesidad de no olvidar el pasado colonizador que implica la "asimilación de lo que ha sido" para poder ser "algo distinto" sin por ello "dejar de ser quien se es". Este pasado, reconocido y aceptado, debe ser superado histórica y filosóficamente con el objetivo de crear un pensamiento nuevo, una "filosofía sin más".
Fue comparado con diversas personalidades del mundo intelectual, político y revolucionario, tales como Germán Arciniegas, quien fue su amigo; con José Gaos, quien fue su maestro; con Víctor Raúl Haya de la Torre, con Andrés Bello, con Simón Bolívar y con Domingo Faustino Sarmiento, entre muchos otros.  Leopoldo Zea Aguilar, murió el 8 de junio de 2004.

## Obras
- Introducción a la Filosofía
- Superbus Philosophus
- El positivismo en México: Nacimiento, apogeo y decadencia
- Apogeo y decadencia del positivismo en México
- En torno a una filosofía americana
- Esquema para una historia del pensamiento en México
- Ensayos sobre filosofía de la historia
- Dos etapas del pensamiento en Hispanoamérica
- Conciencia y posibilidad del mexicano
- La filosofía como compromiso y otros ensayos
- América como conciencia
- La conciencia del hombre en la filosofía: Introducción a la filosofía
- El occidente y la conciencia de México
- América en la historia
- Las ideas en Iberoamérica en el siglo XIX
- La cultura y el hombre de nuestros días
- Latinoamérica en la formación de nuestro tiempo
- El pensamiento latinoamericano
- Antología de la filosofía americana contemporánea
- La filosofía americana como filosofía sin más
- Colonización y descolonización de la cultura latinoamericana
- La esencia de lo americano
- Latinoamérica: Emancipación y neocolonialismo
- Los precursores del pensamiento latinoamericano contemporáneo
- Dependencia y liberación en la cultura latinoamericana
- Dialéctica de la conciencia americana
- La filosofía actual en América Latina (coautor)
- Filosofía latinoamericana
- Filosofía y cultura latinoamericanas
- Latinoamérica. Tercer Mundo
- Filosofía de la historia americana
- Pensamiento positivista latinoamericano (selección y prólogo)
- Simón Bolívar: Integración en libertad
- Desarrollo de la creación cultural latinoamericana
- Latinoamérica en la encrucijada de la historia
- Sentido de la difusión cultural de América Latina
- Latinoamérica, un nuevo humanismo
- La transformación de la filosofía latinoamericana
- Filosofía de lo americano
- América como autodescubrimiento